# Interkozmosz–22
Az Interkozmosz–22 (IK-22) – „Bulgaria-1300” (bolgár nyelven: Интеркосмос 22-България 1300) – tudományos, technológiai műhold, a szocialista országok közös Interkozmosz űrprogramjának egysége. Bulgária első mesterséges holdja.

## Küldetés
A műholdon több kísérletet – plazma mérése, eloszlását, illetve optikai kísérleteket, fényképezéseket – végeztek, műszerekkel ellenőrizték az eredményeket, amiket a földi vevőállomásra továbbítottak.
Műszerei mérési eredményeit több technikai megoldással újramérték az adatok pontossága érdekében. 2009-ben a műhold még működőképes állapotban végezte szolgálatát.

## Jellemzői
1981. augusztus 7-én a Pleszeck űrrepülőtérről egy Interkozmosz hordozórakéta, a Vosztok-2M (8A92M) – 79. eredményes felbocsátás – segítségével indították Föld körüli, közeli körpályára. Az orbitális egység pályája 101,6 perces, 81,2 fokos hajlásszögű (majdnem sarki pálya), elliptikus pálya-perigeuma 825 kilométer, apogeuma 906 kilométer volt. Energiaellátását akkumulátorok és napelemek összehangolt egysége biztosította. Hasznos tömege 1500 kilogramm. Aktív szolgálati ideje elvileg végtelen. Háromtengelyes stabilizálást biztosítottak.
Programjának, műszereinek kialakításában Bulgária tudósai, mérnökei vettek részt. A napkollektorok felületét különleges anyaggal vonták be, elősegítve az energiát hordozó részecskék becsapódásának mérését.